# Noah Emmerich
Noah Nicholas Emmerich (New York, 27 februari 1965) is een Amerikaans acteur van Joodse afkomst; Duits en Frans van zijn vaders kant en Hongaars en Roemeens van moeders zijde. De familie van zijn vader ontvluchtte nazi-Duitsland en verbleef enige tijd in Amsterdam voor zij in 1940 naar New York vertrokken. Hij debuteerde in 1993 op het witte doek in de actiefilm Last Action Hero. Sindsdien speelde hij meer dan 25 andere filmrollen.
Emmerichs cv bestaat voor het leeuwendeel uit titels van bioscoopfilms. Hij was van 2013 tot en met 2018 een van de hoofdrolspelers in de televisieserie The Americans. Hij speelde eenmalige gastrollen in televisieseries als NYPD Blue, Melrose Place, The West Wing, Law & Order: Special Victims Unit en Monk. Emmerich verscheen tevens in meer dan vijf televisiefilms.
Emmerich trouwde in 1998 met actrice Melissa Fitzgerald. Ze speelden samen in Snitch, The Truman Show, Love & Sex en Frequency. Hun huwelijk kwam in 2003 ten einde. Hij hertrouwde in 2014, met producente Mary Regency Boies. Emmerichs twee jaar oudere broer Toby was op zijn beurt betrokken bij meer dan vijftig films in de rol van producent en bekleedt een gezaghebbende functie bij New Line Cinema.

## Filmografie
Exclusief 5+ televisiefilms
| - The Wilde Wedding (2017) - Jane Got a Gun (2015) - Blood Ties (2013) - Warrior (2011) - Super 8 (2011) - Trust (2010) - Fair Game (2010) - Sympathy for Delicious (2010) - Pride and Glory (2008) - Joulutarina (2007, stem Engelstalige versie) - Little Children (2006) - Cellular (2004) - Miracle (2004) - Beyond Borders (2003) | - Windtalkers (2002) - Julie Johnson (2001) - Frequency (2000) - Love & Sex (2000) - Crazy in Alabama (1999) - Life (1999) - Tumbleweeds (1999) - The Truman Show (1998) - Snitch (1998) - Cop Land (1997) - Beautiful Girls (1996) - Laura Sobers (1994) - Last Action Hero (1993) |

## Televisieseries
*Exclusief eenmalige (gast)rollen
- The Spy - Dan Peleg (2019, zes afleveringen)
- The Hot Zone - Jerry Jaax (2019, zes afleveringen)
- The Americans - Stan Beeman (2013-2018, 75 afleveringen)
- Backwash - Benjamin Belter (2010-2011, vijf afleveringen)
- The Walking Dead - Edwin Jenner (2010, twee afleveringen)
- White Collar - Garrett Fowler (2009-2010, vier afleveringen)

- Bibliothèque nationale de France: cb14175160p (data)
- Gemeinsame Normdatei: 173732119
- International Standard Name Identifier: 0000 0001 1937 0456
- Library of Congress Control Number: no99063905
- Nationale Bibliotheek van Tsjechië: xx0059375
- Nationale Bibliotheek van Israël: 987007449505405171
- Nederlandse Thesaurus van Auteursnamen: 381085902
- Système universitaire de documentation: 112132499
- Virtual International Authority File: 85683458
- WorldCat: E39PBJjtcmjVPfPBMYWH9Y6R8C